# Shenmue
Shenmue (jap. シェンムー Shenmū) – japońska przygodowa gra konsolowa, wyprodukowana przez Sega AM2 i wydana przez Segę. Jej głównym twórcą oraz projektantem jest Yū Suzuki. Gra oparta jest na nieliniowej rozgrywce, która oferuje graczowi interaktywny i otwarty świat. Suzuki osiągnął końcowy efekt poprzez symulację poszczególnych aspektów świata realnego, m.in. wprowadzenie podziału na dzień oraz noc. Gra została dodatkowo wzbogacona o dynamiczne zmiany anomalii pogodowych w czasie rzeczywistym (co w tamtym okresie było jedyne w swym rodzaju, biorąc pod uwagę ówczesny rynek gier wideo oraz ich możliwości). Głosy wszystkich bohaterów niezależnych zostały w pełni przetłumaczone oraz zdubbingowane, zarówno w języku japońskim, jak i angielskim. Każda postać poza tym posiada swój dzienny harmonogram. W grze możemy znaleźć także inne interaktywne elementy, takie jak maszyny z napojami, salony gier z automatami czy sklepy typu convenience.
W 1999 roku była to najdroższa produkcja w historii gier wideo, której koszt wynosił 47 mln dolarów. Gra doczekała się swojej kontynuacji niespełna dwa lata później, w 2001 roku. Produkcje okazały się jednak finansową porażką, dlatego Sega nie zdecydowała się na kontynuowanie serii, pozostawiając fabułę bez konkluzji. W 2018 roku Sega wydała odświeżone wersje obu gier z grafiką w wysokiej rozdzielczości na platformy Microsoft Windows, PlayStation 4 i Xbox One.
W 2015 roku Yū Suzuki ogłosił, że zamierza wyprodukować trzecią część serii na platformy PlayStation 4 oraz Windows. W przeprowadzonej w tym celu zbiórce na Kickstarterze zebrano ponad 6,3 mln dolarów, co było najwyższą w historii sumą zebraną w ten sposób w branży gier wideo. Wydanie gry, wyprodukowanej przez własne studio Suzukiego, Ys Net, oraz studio Neilo i wydanej przez Deep Silver, zaplanowano na sierpień 2019 roku.

## Historia

### Lokacja gry
Akcja Shenmue rozgrywa się w japońskim mieście Yokosuka na wyspie Honsiu. Dostępne dla gracza są cztery poszczególne podzielnice miasta. Dojo rodziny Hazuki mieści się w małym przysiółku zwanym Yamanose, gdzie mieszka także wielu znajomych głównego bohatera – Ryo. Mieszkają tam również jego serdeczni przyjaciele – Ichiro Sakurada oraz Noriko Nakamura. Nieopodal Yamanose znajduje się nieco większa dzielnica – Sakuragaoka, gdzie gracz znaleźć może takie lokacje jak miejscowy park czy sklep ze słodyczami należący do Setsu Abe. W dzielnicy spotkać możemy także wielu bohaterów niezależnych, którzy pomagają Ryo w odnalezieniu Lan Diego. Należą do nich m.in. dwie lokalne plotkary – Fusayo Mishima oraz Fusako Kondo, czy chociażby Naoyuki Ito, który w dalszej fazie gry pożycza Ryo swój motocykl.
Dobuita to druga co do wielkości lokacja dostępna w grze. Jest to duża dzielnica, pełna ruchliwych ulic, na których spotkać możemy wielu bohaterów pobocznych zajmujących się swoimi codziennymi sprawami. Można znaleźć tam sklepy convenience czy inne, zajmujące się np. sprzedażą antyków, w tym oferujące zwoje z nowymi ciosami do nauczenia. W kwiaciarni natomiast spotkać można Nozomi Harasaki, przyjaciółkę głównego bohatera. W dzielnicy znajduje się także ulica czerwonych latarni, pełna barów, restauracji czy salonów gier. W Dobouicie znajduje się też przystanek, z którego kursuje autobus do portu w Yokosuce.
Port Yokosuka to największą lokalizacja obecna w Shenmue. Ryo przybywa tam po raz pierwszy aby spotkać się z Mistrzem Chenem. Dostaje on pracę w porcie, którą wykorzystuje jako później jako cenne źródło informacji o gangu zwanym The Mad Angels. Spotyka tam także Marka Kimberley, który również pracuje w porcie. Tam również spotyka Shozo Mizukiego – bezdomnego mężczyznę, który okazuje się być wyszkolony w sztukach walki, uczy on Ryo trzech przydatnych technik obrony.

### Fabuła
Akcja gry Shenmue rozpoczyna się 29 listopada 1986 roku, kiedy to główny bohater – Ryo Hazuki wraca do domu w Yokosuce. W rodzinnym dojo jest świadkiem walki jego ojca – Iwao Hazukiego z tajemniczym mężczyzną, ubranym w zielony, jedwabny strój do kung-fu. Żąda on artefaktu zwanego „Dragon Mirror”, Hazuki sprzeciwia się jednak i odmawia podania miejsca jego ukrycia. Ryo interweniuje podczas ich potyczki, lecz zostaje obezwładniony przez mężczyznę. Złoczyńca podnosi go i próbuje zadać mu ostateczny cios aby go zabić, co zostaje szybko przerwane przez Iwao, który wskazuje miejsce ukrycia przedmiotu.
Kiedy Lan Di otrzymuje „Dragon Mirror”, wspomina o mężczyźnie zwanym Sunming Zhao, który prawdopodobnie został niegdyś zabity z rąk Iwao Hazukiego w pewnej chińskiej wiosce. Następnie obydwaj rozpoczynają finalną walkę, podczas której Lan Di zadaje Iwao śmiertelny cios, by chwilę później oddalić się z dojo wraz ze swoimi ochroniarzami. Ojciec Ryo umiera w jego ramionach. W tej chwili chłopak przysięga pomścić śmierć swego ojca a chęć zmierzenia się w przyszłości z Lan Dim stawia ponad wszystko. Krótko po tym Ryo rozpoczyna swoje śledztwo w dzielnicy Sakuragoaka, gdzie wypytuje znajomych i sąsiadów o wydarzenia dotyczące tamtego dnia.

## Odbiór
Shenmue otrzymało głównie pozytywne opinie krytyków, zdobywając w portalu GameRankings średnią ocenę 89%.